# تون تون وين
تون تون وين (بالبورمية: ထွန်းထွန်းဝင်း)‏ هو لاعب كرة قدم ميانماري في مركز الوسط، ولد في 15 ديسمبر 1987 في Bago Township ‏ في ميانمار. شارك مع منتخب ميانمار لكرة القدم.

## وصلات خارجية
- تون تون وين على موقع قاعدة بيانات كرة القدم.إي يو (الإنجليزية)
- تون تون وين على موقع ناشيونال فوتبول تيمز (الإنجليزية)